# Carl Schapira
Carl Schapira (* 13. Juni 1879 in Danzig; † Mai 1957 in New York City) war ein deutsch-amerikanischer Elektroingenieur mit dem Fachgebiet Hochfrequenztechnik und Kunstsammler.

## Leben
1906 konstruierte Schapira bei der Firma Telefunken einen Lichtbogensender. Schapira schrieb darüber seine Doktorarbeit und war gute 10 Jahre später Vorstandsmitglied. Mit seiner Familie zog er in eine repräsentative Wohnung in Berlin bei dem Schöneberger Stadtpark an der Grunewaldstraße 55. Durch seine Sammeltätigkeit förderte er unter anderem die Arbeit des Impressionisten Lesser Ury. Nach dem Ersten Weltkrieg schloss er für Telefunken Patentverträge mit den Branchenriesen aus Großbritannien, Frankreich und den USA ab. Damit trug er wesentlich dazu bei, dass Telefunken zu einer Weltmarke aufstieg.
1933 musste Schapira wegen seiner jüdischen Abstammung den Vorstand verlassen. Er ging ins Exil nach Madrid und nahm die spanische Staatsangehörigkeit an, arbeitete aber weiter für Telefunken. Im März 1941 übersiedelte Schapira in die USA. In New York arbeitete er für die Radio Corporation of America. 1948 nahm er unter dem Namen Carlos Soria die US-amerikanische Staatsangehörigkeit an.